# Lotnisko Trstenik
Lotnisko Trstenik (IATA: TRE, ICAO: LYTR) – lotnisko położone 2,5 kilometra od Trstenika (Serbia). Używane jest do celów sportowych.